# アルケット
アルケット（Alkett）は略称で、正式名称はアルトマルク・ケッテンヴェルク（独: Altmärkische Kettenwerk GmbH、日：アルトマルク履帯製造有限会社）は、ドイツ、ベルリンに設立された、第二次世界大戦中のドイツ国防軍向けの装甲戦闘車両メーカーだった企業。設立後に他の工場施設が追加されたとき、名称はアルトマルク・ケッテンヴェルケ（Altmärkische Kettenwerke GmbH）に変更された。
正式名称は上記の通りだが、日本では略称の「アルケット」、または「アルケット社」と呼ばれることが多いので、本稿ではアルケットとする。

## 概要
アルケットは、ラインメタル・ボルジッヒ（Rheinmetall-Borsig AG）の子会社として1937年に設立された。本社工場はベルリン・ボルジッヒヴァルデのブライテンバッハ通り33-36番地にあった、1928年に破産した旧ロータ・車両及び機械工学有限会社（Rota Waggon- und Maschinenbau GmbH）の工場跡地に設けられた。その後、他の工場施設が追加されたとき、第1工場の名称が与えられた。

### 第1工場
ブライテンバッハ通り33–36番地の工場は、最初に大幅に拡張されて再構築された。事務管理棟は工場正門の道路左側に面しており、この建物の地下には従業員用の食堂が設置されていた。反対の正門の右側には、電話交換機、工場内消防署、作業場、変電所が入った建物があり、1～8号棟は事務管理棟の後ろに建てられた。
1939年9月1日に始まったドイツ軍によるポーランド侵攻により始まった第二次世界大戦の影響で、装甲戦闘車両の需要が劇的に増加した結果として増産するにつれて、道路の反対側に別の土地が購入された。9〜12号棟は、ブライテンバッハ通り1-6番地にあった旧レーヴェンベルク社の工場跡地に建てられた。12号棟は外国製戦闘車両の試験棟で、ここでアルケットの技術者達は自分たちの設計や生産について参考にするために、多くの鹵獲された外国製装甲車両をテストし、とりわけT-34やM4中戦車をテストした。他の施設はブライテンバッハ通り72番地にあった。
工場に完全に囲まれたブライテンバッハ通りは、スパイ活動から保護するために関係者以外通行止めになっていたため、工場専用通りの特徴を帯びていた。戦争が始まった後、アルケットは近くにあったハルトゥング・ヤッハマン社から追加の作業場を借り、そこに技術部門を移した。さらに中庭の下にある地下室は防空壕に改造され、これは民間人も使用できた。1942年までに会社は非常に成長し、ホルツハウザー通り74-86番地に追加の事務棟が建設された。これらの施設はすべて、第1工場という名称でまとめられた。

### 第2工場
テーゲル・機械および設備建設（Maschinen und Gerätebau Tegel(Maget)）とも呼ばれ、ベルリン・テーゲルのアイゼンハンマー通り56–60番地のボルジッヒ社の工場のすぐ近くに建設された。
MG34 や MG42 などの車載用小火器の製造を行った。

### 第3工場
ベルリン・シュパンダウのフライハイト16-17番地にあった。
1943年11月23日と26日の連合国軍によるベルリン空襲の後、事務管理棟の上層階は崩壊し、ホルツハウザー通り74-86番地の事務棟は全焼し、生産設備にも大きな被害が出た。空襲前の10月のアルケット社のIII号突撃砲と10.5cm突撃榴弾砲42を合せた生産量は255輌だったが、12月には24輌に低下した。
その間、工場経営者は、ドイツ国鉄所有のまだ稼働していなかったベルリンSバーン用にアルブレヒトホーフに準備された、新しい地下鉄修理工場へ生産の一部を移し始めた。
1944年6月までに、アルケットはアルブレヒトホーフに工場を移設し生産を再開させた。
1944年10月6日の空襲後、ボルジッヒヴァルデの主要工場棟だった1〜5号棟の80%が破壊された。
ベルリンの戦い中、1945年4月23日、工場はソビエト赤軍部隊に占領された。

## 製造車両
アルケットは、ドイツ軍の最も重要な装甲戦闘車両の開発・製造業者の一つであり、時には独占的に製造したり、ライセンス生産や請負生産を行った。
完成した戦車はホルツハウザー通りで試験走行されて、毎日10〜20両の新造車両が工場から出荷された。
アルケットは修理も行い、前線から戻された戦闘車両は引込み線から鉄道で直接工場に運ばた。

### 装甲車両の製造
- II号戦車
- III号戦車 F、G、H、J、L
- マウス (戦車)（組立のみ）
- III号突撃砲C、D、E、F、G
- 10.5cm突撃榴弾砲42
- 33B突撃歩兵砲
- シュトルムティーガー
- IV号駆逐戦車（IV号戦車/70（A））
- I号自走重歩兵砲
- II号自走重歩兵砲

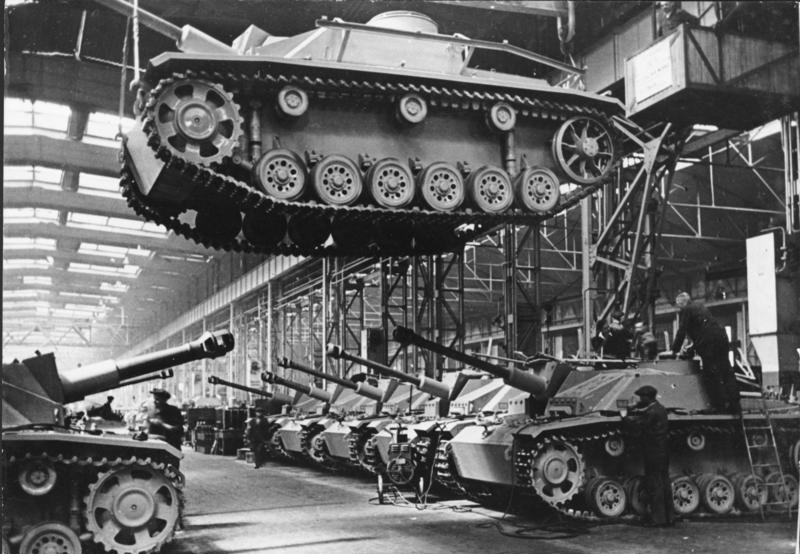
アルケット社で製造されるIII号突撃砲、
及び10.5cm 突撃榴弾砲42(1943年8月)

- ロレーヌ・シュレッパー 10.5 cm自走榴弾砲（戦闘室の装甲板製造）
- ロレーヌ・シュレッパー 15 cm自走重歩兵砲（戦闘室の装甲板製造）
- マルダーI（戦闘室の装甲板製造）
- I号対空戦車
- 重地雷処理車

1942年初頭に、アルフレッド・ベッカー少佐が、鹵獲後に保管されていたフランスのロレーヌ・シュレッパーを利用して自走砲を作成するのを支援した。
ベッカーはこれらの車両を7.5 cm PaK 40や10.5cm leFH 18、15cm sFH 13を搭載するように改造した。ベッカーがフランスで改造していた車両の鋼製上部構造をアルケットが製造した。

### 装甲車両の設計開発

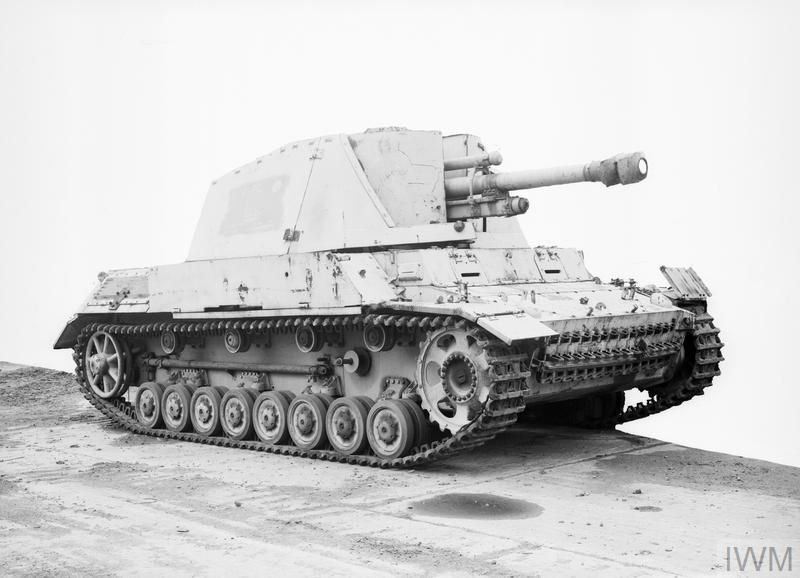
leFH 18/40/2 auf Geschützwagen III/IV

- I号対戦車自走砲（自走砲化の設計。生産はダイムラー・ベンツ社、ビュッシンク-NAG社、クルップ社、シュコダ社）
- マルダーII（自走砲化の設計。生産はFAMO社）
- マルダーIII Ausf. M（自走砲専用シャーシの設計。生産はBMM社）
- ヴェスペ（自走砲化の設計。生産はFAMO社）
- グリーレ Aust.K（自走砲専用シャーシの設計。生産はBMM社）
- ホイシュレッケ（105 mm leFH 18/40/2 auf Geschützwagen III/IVと呼ばれる試作車両のみ）
- ブルムベア（上部構造と戦闘室の設計。生産はニーベルンゲンヴェルケ、ベーラー鉄工所、ザウラー社、ジンメリング・グラーツ・パウカー社、ドイチェ・アイゼンヴェルケ社）
- ナースホルン（III/IV号火砲搭載車輌の設計・開発。生産はドイチェ・アイゼンヴェルケ社）
- フンメル（III/IV号火砲搭載車輌の設計・開発。生産はドイチェ・アイゼンヴェルケ社）
- クーゲルブリッツ（砲塔部搭載の検討。その後設計はダイムラー・ベンツ社へ移管され、生産はドイチェ・アイゼンヴェルケ社）

### 爆撃による生産中断の影響
IV号突撃砲は、1943年11月にアルケットの第1工場が爆撃を受けてIII号突撃砲の生産が中断したため急遽開発された。
元々は、1943年2月にクルップ社の設計で、IV号戦車の車体にIII号突撃砲F型の上部構造を合わせ、傾斜前面装甲を付ける設計だったが、戦闘重量が過大でIV号戦車の車台では無理と判断され、一旦この計画は放棄された。
同年11月23日と26日に、III号突撃砲を生産していたアルケットの工場が爆撃され、生産がほぼ中断した。但し、ブラウンシュヴァイクのMIAG社もアルケットと並行してIII号突撃砲を生産を行っていたが、生産数がアルケットの半分で、前線からの要望数を満たせなかった。
代案として再びIV号戦車の車体を利用した突撃砲の生産が企画され、最初の設計で目指した前面傾斜装甲は諦めて、IV号戦車の車台にIII号突撃砲G型の上部構造を取り付けたIV号突撃砲が開発された。傾斜前面装甲は諦めた結果、戦闘重量はIII号突撃砲より逆に軽くなった。
本車は1943年末からダイムラー・ベンツ社のマリーエンフェルデ工場で30輌が、続いてクルップ・グルゾンヴェルク社により1945年4月までに1,111輌が生産された。
また、ヘッツァー駆逐戦車の開発の発端も1943年11月にアルケットの第1工場が爆撃を受けて被災したためで、ドイツ陸軍最高司令部から、チェコのBMM社に同突撃砲の生産が代行できないかと打診されたのがきっかけであった。

## 従業員
第1工場では3,000人から4,000人の従業員が働いていた。1941年以降、イタリアとベルギーから出稼ぎにきた外国人民間従業員が加わった。彼らはホルツハウザー通り42-50番地の、警備の無い宿舎に住んでおり、そのすぐ隣の26-40番地にはポーランド人強制労働者のための収容所があった。
ディートリッヒ・エックハルト通り(現在のゴルキ通り)/アム・ノルドグラーベンには、イタリア軍抑留者用の別の収容所があった。ロシアとユーゴスラビアの戦争捕虜も強制労働させられた。
工場の従業員でシニアマスターを務めていたフランツ・ハーネは、2名にしか授与されなかった剣付き戦功十字章の「黄金騎士十字章」を受章した。

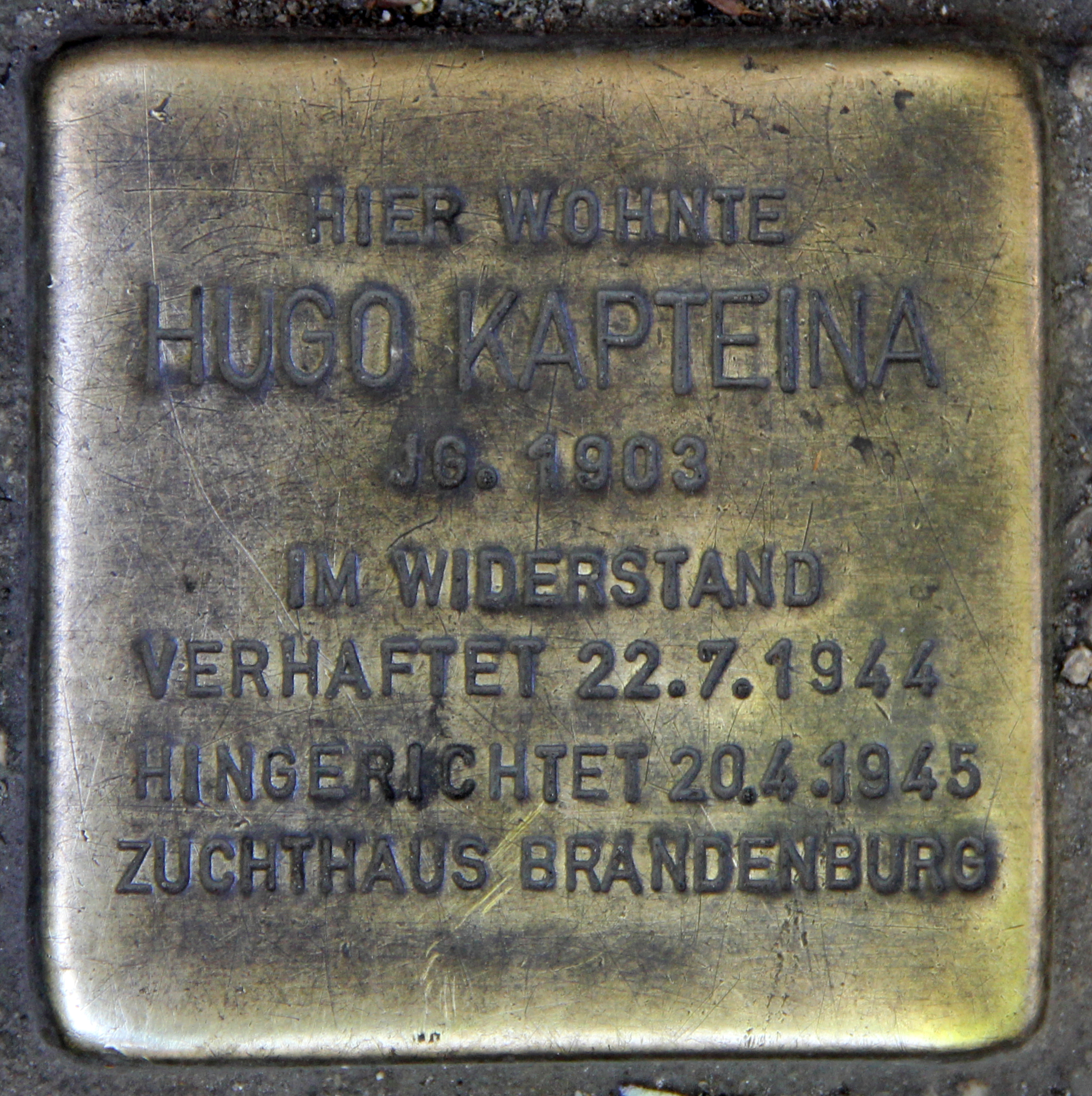
ヒューゴ・カプテイナを記念した「つまずきの石」

### 抵抗運動組織
1943年以降、設計技術者のヒューゴ・カプテイナは工場でレジスタンスグループを組織した。違法なビラを作成および配布をし、破壊工作を行った。
例えば、彼らは履帯用の誘導輪を過度の電流で溶接し、溶接部の強度を落とした。

彼は1944年に逮捕された後、1945年4月20日に処刑された。

## 戦後
終戦後、ソビエト軍政局(SMAD)は工場の徴発を命じた。しかし工場があった場所はベルリンのフランス占領地区に位置しており、残り数週間しかなかったため、すべてを持ち去ることはできなかった。初期には徴発を逃れた機械や資材で、復興のため緊急に必要とされていた鍋やバケツなどの日用品の生産を始めた。1948年に機械部品の生産が始まったとき、アルケットは工場施設の大部分を売却していた。
1953年にアルケット有限会社（Alkett GmbH）と改名された工場の中核は、ブライテンバッハ通り1-6番地の10-12工場棟だった。溶接やプレス加工、ギア、ギアボックス、ステンレス鋼のねじがここで生産され、中程度の成功を収めた。1950年代の終わりに、会社はアルケット機械工学有限会社（Alkett Maschinenbau GmbH）に改名された。
1966年、西ドイツ連邦財務省の主導により、ボルジッヒ、シュワルツコフ、タイポグラフ、フリッツ・ヴェルナーなどの他の西ベルリンの企業とともに、ドイツ工業プラント有限会社（Deutsche Industrieanlagen Gesellschaft GmbH(DIAG)）に組み込まれた。この会社は連邦政府が所有（株の90%を所有）していたが、1990年にMANに売却された。